# Terataner transvaalensis
Terataner transvaalensis är en myrart som beskrevs av Arnold 1952. Terataner transvaalensis ingår i släktet Terataner och familjen myror. Inga underarter finns listade i Catalogue of Life.